# Ломикамінь зволожений
Ломикамінь зволожений або ломикамінь зрошуваний (Saxifraga irrigua) — вид рослин родини ломикаменеві (Saxifragaceae), ендемік Криму. Етимологія: лат. irriguus — «зволожений, зрошений, промоклий».

## Опис
Багаторічна рослина 8–25 см заввишки. Рослина без бульбоцибулин у пазухах листків. Стебла численні. Прикоренева розетка густа. Листки довгочерешчаті, в контурі округло-ниркоподібні, 3-лопатеві, кожна лопать розсічена на більш дрібні частини. Суцвіття густе, щитковидо-волотисте. Віночок білий, тичинки в 2 рази коротші ніж пелюстки.

## Поширення
Європа: Україна [Крим].
В Україні зростає на скелях, обривах, в горах — у гірському Криму. Входить до переліків видів, які перебувають під загрозою зникнення на територіях АРК і м. Севастополя.